# Euphorbia conspicua
Euphorbia conspicua là một loài thực vật có hoa trong họ Đại kích. Loài này được N.E.Br. mô tả khoa học đầu tiên năm 1912.